# معاهدة زيوريخ
معاهدة زيوريخ وقعت بين الإمبراطورية النمساوية والإمبراطورية الفرنسية، ومملكة سردينيا في 10 نوفمبر/ تشرين الثاني 1859. كانت الاتفاقية لتأكيد شروط السلام الأولية في فيلافرانكا والتي جلبت الحرب النمساوية السردينية لنهايتها. تكونت الاتفاقية بحد ذاتها من ثلاث اتفاقيات منفصلة: أولها اتفاقية بين فرنسا والنمسا والتي أكدت شروط الصلح الأولي وأعادت السلام بين الامبراطورين وتم التنازل عن لومبارديا لصالح فرنسا. أما الثانية فكانت بين فرنسا وسردينيا بحيث تتخلى فرنسا عن لومبارديا لصالح سردينيا. بينما المعاهدة الثالثة وقعتها جميع الأطراف وأعادت السلام بين النمسا وسردينيا.

## راجع أيضاً
- معاهدة فيينا

## وصلات خارجية
- فولتلين (1603-1639) - الفصل الثاني
- شعارات النبالة ما قبل توحيد إيطاليا
- الفصل الحادي عشر - جنود هنغاريون في جيوش أجنبية
- موسوعة انكارتا-إيطاليا نسخة محفوظة 1 يناير 2007 على موقع واي باك مشين.
- تحرير إيطاليا كونتيسة ايفلين مارتيننغو سيزاريسكو